# David Starzyk
David Starzyk (Springfield (Massachusetts), 14 juli 1961) is een Amerikaans acteur.

## Biografie
Starzyk werd geboren in Springfield (Massachusetts) en begon met acteren tijdens zijn collegejaren waar hij in diverse voorstelling speelde. Na zijn studietijd heeft hij opgetreden in het theater in Boston, Londen en New York, hierna vestigde hij zich in Los Angeles voor zijn acteercarrière.
Starzyk debuteerde in 1993 in de film Madame, waarna hij nog meerdere rollen speelde in films en televisieseries. Hij is onder andere bekend van Veronica's Closet (1999-2000), Days of our Lives (2001-2003), The Young and the Restless (2007-2008), Hot in Cleveland (2010-2011) en Desperate Housewives (2009-2012).
Starzyk is in 1991 getrouwd met actrice Kim Fitzgerald, met wie hij twee kinderen heeft.

## Filmografie

### Films
Uitgezonderd korte films.
- 2021 Operation Varsity Blues: The College Admissions Scandal - als Bruce Isackson
- 2019 A Daughter's Deception - als Arthur Bishop
- 2019 Eddie's - als Robert Barron
- 2018 My Christmas Inn - als David
- 2017 Perfect Citizen - als Marty Isserles
- 2017 Sharing Christmas - als Dan
- 2016 Double Mommy - als Roy
- 2016 Nightmare Nurse - als rechercheur Thames
- 2015 16 and Missing - als Daniel
- 2015 The Perfect Guy - als Frank
- 2014 Taken Away - als Richard Martin
- 2012 Janeane from Des Moines - als patriot op teaparty
- 2009 To Save a Life - als Glen Taylor
- 2009 Bring It On: Fight to the Finish - als Henry
- 2009 Prison Break: The Final Break - als Blue Phillips
- 2009 Frozen Kiss - als Larry
- 2008 Haunted Echoes - als Guy Dykstra
- 2007 Sacrifices of the Heart - als Adam Leventhall
- 2006 The Virgin of Juárez - als Norman
- 2005 Erosion - als Jim Lernard
- 2004 A Boyfriend for Christmas - als Ian
- 1998 Free Enterprise - als Brian
- 1996 Decaf - als Garrett Beck
- 1995 Huntress: Spirit of the Night - als Alek Devane
- 1993 Madame - als Ron

### Televisieseries
Uitgezonderd eenmalige gastrollen.
- 2021 Dear White People - als oom Roy - 2 afl.
- 2005-2019 Veronica Mars - als Richard Casablancas - 9 afl.
- 2017 Grimm - als rechter Stancroft - 2 afl.
- 2016 Hit the Floor - als Elliott West - 2 afl.
- 2015 Cam Girls - als ?? - 4 afl.
- 2013 Mad Men - als Bob Grange - 2 afl.
- 2009-2012 Desperate Housewives - als Bradley Scott - 4 afl.
- 2010-2012 Victorious - als schoolhoofd Eichner - 3 afl.
- 2006-2011 CSI: Miami - als Nicholas Chandler - 2 afl.
- 2010-2011 Hot in Cleveland - als Pete - 5 afl.
- 2009 Meteor: Path to Destruction - als kolonel Beck - 2 afl.
- 2007-2008 The Young and the Restless - als dr. Paul Webb - 11 afl.
- 2005-2006 Just Legal - als Allan Marshall - 2 afl.
- 2005-2006 7th Heaven - als vader van Rose - 3 afl.
- 2006 Charmed - als Carl Jenkins - 2 afl.
- 2004-2005 Boston Legal - als Daniel Gellman - 2 afl.
- 2001-2003 Days of Our Lives - als dr. Wade - 5 afl.
- 2002 Wednesday 9:30 (8:30 Central) - als Marty - 2 afl.
- 2000-2001 Sabrina, the Teenage Witch - als professor Arthur Carlin - 2 afl.
- 2001 NYPD Blue - als speciaal agent Boyd - 2 afl.
- 2000 The Practice - als EPA Attorney John Myers - 3 afl.
- 1999-2000 Veronica's Closet - als Pete - 5 afl.
- 1999-2000 Pacific Blue - als William Blake - 7 afl.
- 1999 Felicity - als Charlie Sherwood - 2 afl.
- 1997 Beyond Belief: Fact or Fiction - als Kris Templar - 2 afl.
- 1995 Dweebs - als Ben - 3 afl.